# Slaget vid Alamo
Slaget vid Alamo ägde rum mellan 23 februari och  6 mars 1836 under Texasrevolutionen. Striden stod mellan en  mexikansk armé på 2400 man under befäl av Antonio López de Santa Anna, och ca 200 texasbor, ledda av överstelöjtnanten William Travis, vilka tagit skydd inuti den övergivna missionsstationen San Antonio de Valero (senare känd som Alamo). Efter 13 dagars belägring stormades försvarsverken av de överlägsna mexikanerna, som intog anläggningen efter en hård strid. Av de drygt 200 försvararna stupade alla utom två. De mexikanska förlusterna uppgick till omkring 500 döda och sårade.

## Försvararna
Vid slaget vid Alamo kämpade och dödades två av Texas mest kända profiler, James Bowie och Davy Crockett. Bowie var född i Kentucky och Crockett i Tennessee. James Bowie var biträdande befälhavare över garnisonen.
Födelseorterna för de 185 försvararna var:
| Födelseort                   | Antal |
| ---------------------------- | ----- |
| Engelsktalande födda i Texas | 2     |
| Spansktalande födda i Texas  | 11    |
| Afro-amerikaner födda i USA  | 2     |
| Euro-amerikaner födda i USA  | 129   |
| Födda i Europa               | 41    |

## Bildgalleri

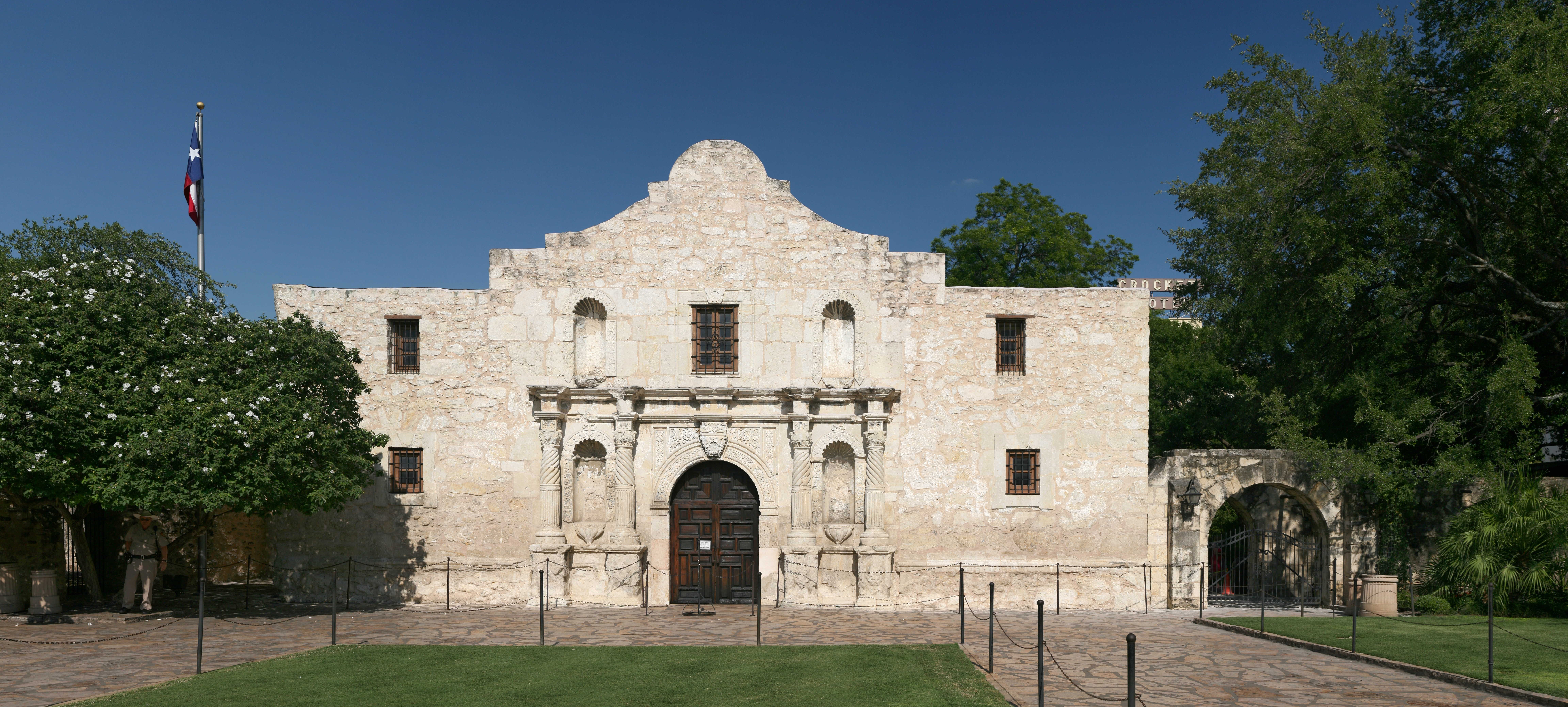
Alamo idag.
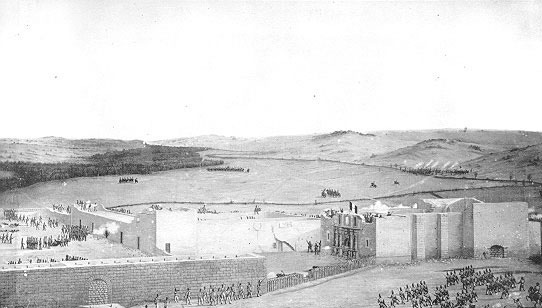
Mexikanska trupper stormar Alamos försvarsverk. Målning av  Theodore Gentilz 1844.
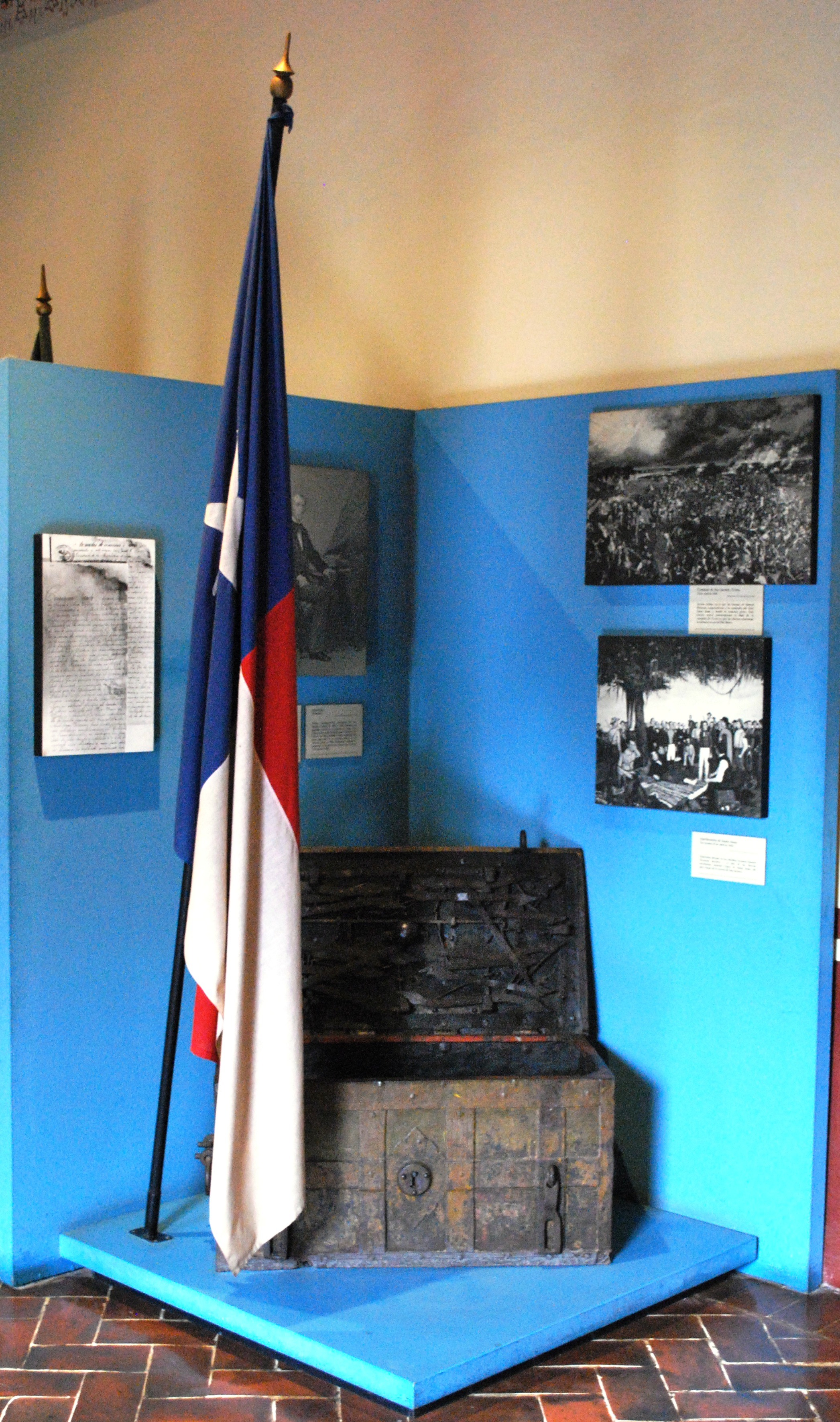
Texansk fana, erövrad av mexikanerna under stormningen av Alamo.
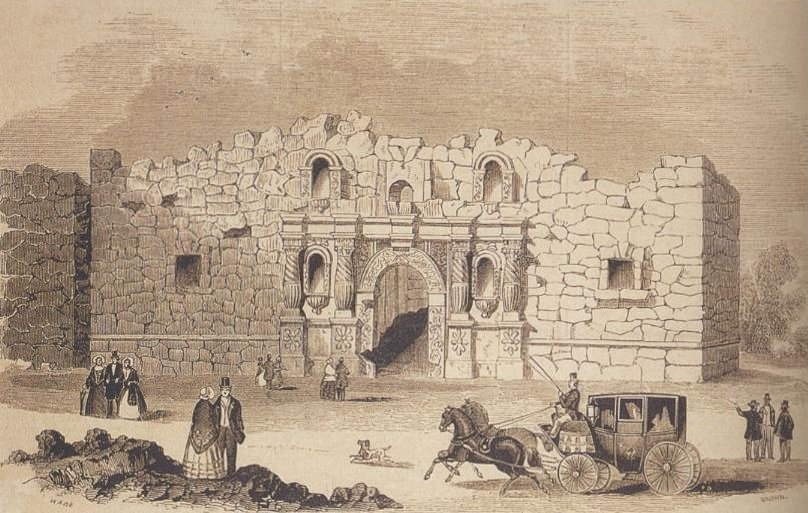
Klosterkyrkan som den såg ut år 1854, teckning av Frank Thompson.